# Eric Winter
Eric Barrett Winter (nascido em 17 de julho de 1976) é um ator americano. Ele também é embaixador da Operação Sorriso.

## Vida pessoal
Winter foi casado com a atriz Allison Ford de 2001 até 2005. Hoje em dia é casado com a atriz Roselyn Sanchez, o casal se casou em 29 de novembro de 2008, em um forte histórico de San Juan em Porto Rico.

## Carreira
Winter era um modelo masculino e tinha algumas campanhas de alto nível, como uma campanha para a Tommy Hilfiger. Ele também conseguiu um papel em um anúncio de televisão comercial com Britney Spears para seu perfume chamado Curious. Winter, é talvez mais conhecido por interpretar o papel de Rex Brady na soap opera, Days of our Lives. Winter se juntou ao show de 08 de julho de 2002 até sua última aparição em 26 de julho de 2005.
Depois de deixar Days of our Lives, Winter teve muitos papéis pequenos em séries de televisão, como CSI, Love, Inc.., Charmed. Ele foi convidado pela ABC Family e estrelou no Wildfire em cinco episódios. Seu personagem, R.J. Blake, era um toureiro que namorou a personagem de Dani Davis(Interpretada por Nicole Tubiola), mas seu personagem foi morto no episódio "Heartless", que foi ao ar originalmente na Segunda-Feira, 28 Fevereiro 2007.
Mais recentemente, Winter apareceu em um episódio da série da CBS The Ex-List. E em um papel de retorno de Jason McCallister, o irmão do senador Robert McCallister (Rob Lowe) e sua namorada de Kevin Walker (Matthew Rhys), no drama da ABC Brothers & Sisters. Ele também aparecia regularmente na série da CBS Viva Laughlin. No entanto, foi cancelada depois de apenas dois episódios em 22 de outubro de 2007. Ele também apareceu na série da CBS Moonlight, como Benjamin Talbot. Ele também participou da série The Mentalist fazendo o papel de Craig O'Laughlin um agente do FBI e seguidor de um notório assassino Red John , entre 2010 e 2011.
Winter também recentemente assinou recentemente um contrato de um ano com a 20th Century Fox.
Ele também estrelou no filme de 2008, Harold & Kumar Escape from Guantanamo Bay, e em 2009 no filme The Ugly Truth.
Winter interpretou o papel de Ryan Clayton no jogo Beyond: Two Souls
Interpretou Dash Gardiner na série Witches of East End do canal Lifetime.
Atualmente interpreta Tim Bradford em The Rookie, nova série.